# Aaron Klug
Pour les articles homonymes, voir Klug.
Aaron Klug (11 août 1926 à Zelvas (Lituanie) et mort le 20 novembre 2018 à Cambridge (Royaume-Uni)) est un physicien biologique et chimiste britannique d'origine juive lituanienne.
Il reçoit le prix Nobel de chimie en 1982.

## Biographie
Parti vivre à l'âge de deux ans à Durban en Afrique du Sud, Aaron Klug fait ses études à l'université du Witwatersrand à Johannesburg et étudie la cristallographie à l'université du Cap, avant de partir en Angleterre, complétant son doctorat au Trinity College de Cambridge en 1953.
Travaillant avec Rosalind Franklin chez le professeur John Desmond Bernal à Londres, il montre un grand intérêt pour l'étude des virus, et fait des découvertes sur les structures de certains d'entre eux. Pendant les années 1970, Klug utilise les méthodes de diffraction de rayons X, de microscopie et de modélisation structurale pour développer la microscopie électronique cristallographique avec une séquence d'images en deux dimensions de cristaux prises sous différents angles et combinées pour produire des images tridimensionnelles. Ces travaux lui valent la médaille Copley en 1985.
En 1982, il est lauréat du prix Nobel de chimie « pour son développement de la microscopie électronique cristallographique et ses découvertes sur la structure des complexes protéines-acides nucléiques biologiquement importants ».
Entre 1986 et 1996 il est le directeur du Laboratory of Molecular Biology de Cambridge et fut anobli en 1988. Il est de plus président de la Royal Society de 1995 à 2000.